# Équipe d'Espagne de football à la Coupe du monde 2006
 (décembre 2023).
Si vous disposez d'ouvrages ou d'articles de référence ou si vous connaissez des sites web de qualité traitant du thème abordé ici, merci de compléter l'article en donnant les références utiles à sa vérifiabilité et en les liant à la section « Notes et références ».
L'équipe d'Espagne de football s'est qualifiée pour la coupe du monde 2006 de football en Allemagne. Elle a battu 4-0 l'Ukraine le 14 juin, 3-1 la Tunisie le 19 juin, puis 1-0 l'Arabie saoudite le 23 juin. Elle rencontre la France en 8e de finale le mardi 27 juin et s'incline sur le score de 3 à 1. L'Espagne ouvre le score grâce à un penalty transformé par David Villa mais est rattrapée par un but de Ribéry. Vieira et Zidane marquent les deux autres buts qui empêchent l'Espagne de revenir dans le jeu.

## Qualifications
| Groupe 7   | Groupe 7             | Groupe 7   | Groupe 7   | Groupe 7   | Groupe 7   | Groupe 7   | Groupe 7   | Groupe 7   | Groupe 7   | Groupe 7             | Groupe 7  | Groupe 7  | Groupe 7  | Groupe 7  | Groupe 7  | Groupe 7  |
| Classement | Classement           | Classement | Classement | Classement | Classement | Classement | Classement | Classement | Classement | Résultats            | Résultats | Résultats | Résultats | Résultats | Résultats | Résultats |
| ---------- | -------------------- | ---------- | ---------- | ---------- | ---------- | ---------- | ---------- | ---------- | ---------- | -------------------- | --------- | --------- | --------- | --------- | --------- | --------- |
|            | Nation               | Pts        | J          | G          | N          | P          | BP         | BC         | Diff       | Nation               | SRB       | ESP       | BOS       | BEL       | LIT       | SAN       |
| 1          | Serbie-et-Monténégro | 22         | 10         | 6          | 4          | 0          | 16         | 1          | +15        | Serbie-et-Monténégro |           | 0-0       | 1-0       | 0-0       | 2-0       | 5-0       |
| 2          | Espagne              | 20         | 10         | 5          | 5          | 0          | 19         | 3          | +16        | Espagne              | 1-1       |           | 1-1       | 2-0       | 1-0       | 5-0       |
| 3          | Bosnie-Herzégovine   | 16         | 10         | 4          | 4          | 2          | 12         | 9          | +3         | Bosnie-Herzégovine   | 0-0       | 1-1       |           | 1-0       | 1-1       | 3-0       |
| 4          | Belgique             | 12         | 10         | 3          | 3          | 4          | 16         | 11         | +5         | Belgique             | 0-2       | 0-2       | 4-1       |           | 1-1       | 8-0       |
| 5          | Lituanie             | 10         | 10         | 2          | 4          | 4          | 8          | 9          | -1         | Lituanie             | 0-2       | 0-0       | 0-1       | 1-1       |           | 4-0       |
| 6          | Saint-Marin          | 0          | 10         | 0          | 0          | 10         | 2          | 40         | -38        | Saint-Marin          | 0-3       | 0-6       | 1-3       | 1-2       | 0-1       |           |

| Barrages | Barrages | Barrages  | Barrages | Barrages |
| Aller    | Aller    | Aller     | Retour   | Retour   |
| -------- | -------- | --------- | -------- | -------- |
| Espagne  | 5-1      | Slovaquie | 1-1      | Espagne  |

## Maillot
Le maillot de l'équipe d'Espagne est fourni par l'équipementier Adidas.
| Couleurs | Rouge, jaune et blanc |
| Marque   | Adidas                |
| Domicile | Extérieur             |

## Effectif
Le 15 mai 2006, le sélectionneur espagnol, Luis Aragonés, a annoncé une liste composée de vingt-trois joueurs pour le mondial. Le 30 mai, le défenseur de Chelsea FC, Asier Del Horno, blessé lors d'un entraînement, déclare forfait pour la Coupe du monde. Il est officiellement remplacé le 1er juin par l'Argentin naturalisé espagnol, Mariano Pernía, qui évolue à Getafe CF.
| Numéro / Nom | Numéro / Nom       | Club               | Date de naissance | J.              | Buts            |                 |                 |                 |
| Gardiens de but | Gardiens de but    | Gardiens de but    | Gardiens de but   | Gardiens de but | Gardiens de but | Gardiens de but | Gardiens de but | Gardiens de but |
| --- | ------------------ | ------------------ | ----------------- | --------------- | --------------- | --------------- | --------------- | --------------- |
| 1 | Iker Casillas      | Real Madrid        | 20.05.1981        | 3               | 0               | 0               | 0               | 0               |
| 19 | Santiago Cañizares | Valence CF         | 18.12.1969        | 1               | 0               | 0               | 0               | 0               |
| 23 | José Manuel Reina  | Liverpool          | 31.08.1982        | 0               | 0               | 0               | 0               | 0               |
| Défenseurs |                    |                    |                   |                 |                 |                 |                 |                 |
| 2 | Michel Salgado     | Real Madrid        | 22.10.1975        | 1               | 0               | 0               | 0               | 0               |
| 3 | Mariano Pernía     | Getafe CF          | 19.01.1981        | 3               | 0               | 0               | 0               | 0               |
| 4 | Carlos Marchena    | Valence CF         | 31.07.1979        | 1               | 0               | 1               | 0               | 0               |
| 5 | Carles Puyol       | FC Barcelone       | 13.04.1978        | 3               | 0               | 2               | 0               | 0               |
| 12 | Antonio Lopez      | Atlético de Madrid | 13.09.1981        | 1               | 0               | 0               | 0               | 0               |
| 15 | Sergio Ramos       | Real Madrid        | 30.03.1986        | 3               | 0               | 0               | 0               | 0               |
| 20 | Juanito            | Betis Séville      | 23.07.1976        | 1               | 1               | 0               | 0               | 0               |
| 22 | Pablo Ibáñez       | Atlético de Madrid | 03.08.1981        | 3               | 0               | 0               | 0               | 0               |
| Milieux de terrain |                    |                    |                   |                 |                 |                 |                 |                 |
| 6 | David Albelda      | Valence CF         | 01.09.1977        | 2               | 0               | 1               | 0               | 0               |
| 8 | Xavi               | FC Barcelone       | 25.01.1980        | 4               | 0               | 0               | 0               | 0               |
| 10 | José Antonio Reyes | Arsenal            | 01.09.1983        | 1               | 0               | 1               | 0               | 0               |
| 11 | Luis Garcia        | Liverpool          | 24.06.1978        | 3               | 0               | 0               | 0               | 0               |
| 13 | Andrés Iniesta     | FC Barcelone       | 11.05.1984        | 1               | 0               | 0               | 0               | 0               |
| 14 | Xabi Alonso        | Liverpool          | 25.11.1981        | 3               | 1               | 0               | 0               | 0               |
| 16 | Marcos Senna       | Villarreal CF      | 17.07.1976        | 3               | 0               | 0               | 0               | 0               |
| 17 | Joaquín            | Betis Séville      | 21.07.1981        | 3               | 0               | 0               | 0               | 0               |
| 18 | Francesc Fàbregas  | Arsenal            | 04.05.1987        | 4               | 0               | 1               | 0               | 0               |
| Attaquants |                    |                    |                   |                 |                 |                 |                 |                 |
| 7 | Raúl Cap.          | Real Madrid        | 27.06.1977        | 4               | 1               | 0               | 0               | 0               |
| 9 | Fernando Torres    | Atlético de Madrid | 20.03.1984        | 4               | 3               | 0               | 0               | 0               |
| 21 | David Villa        | Valence CF         | 03.12.1981        | 4               | 3               | 0               | 0               | 0               |
| Sélectionneur |                    |                    |                   |                 |                 |                 |                 |                 |
| | Luis Aragonés      |                    | 28.07.1938        |                 |                 |                 |                 |                 |
| Réserve Joueurs qui n'ont pas participé au stage d'entraînement mais qui pouvaient faire office de remplaçants jusqu'au 13 juin |                    |                    |                   |                 |                 |                 |                 |                 |
| 27 | Raùl Tamudo        | Espanyol           | 19.10.1977        | 2               | 0               | 0               | 0               | 0               |
| Blessé Joueur initialement annoncé dans l'équipe nationale pour la coupe du monde mais remplacé avant le 14 juin                |                    |                    |                   |                 |                 |                 |                 |                 |
| D | Asier Del Horno    | Chelsea            | 19.01.1981        |                 |                 |                 |                 |                 |

## Préparation
Après avoir commencé sa préparation à Las Rozas près de Madrid, la sélection espagnole est partie à Bétera dans la Communauté valencienne afin de mieux préparer le match contre l'Égypte à Elche.

## Compétition

### Buteurs
| Classement | Nom             | But(s) |
|            |                 |        |
| 1          | David Villa     | 3      |
| -          | Fernando Torres | 3      |
| 2          | Xabi Alonso     | 1      |
| -          | Raúl            | 1      |
| -          | Juanito         | 1      |